# Glenarm

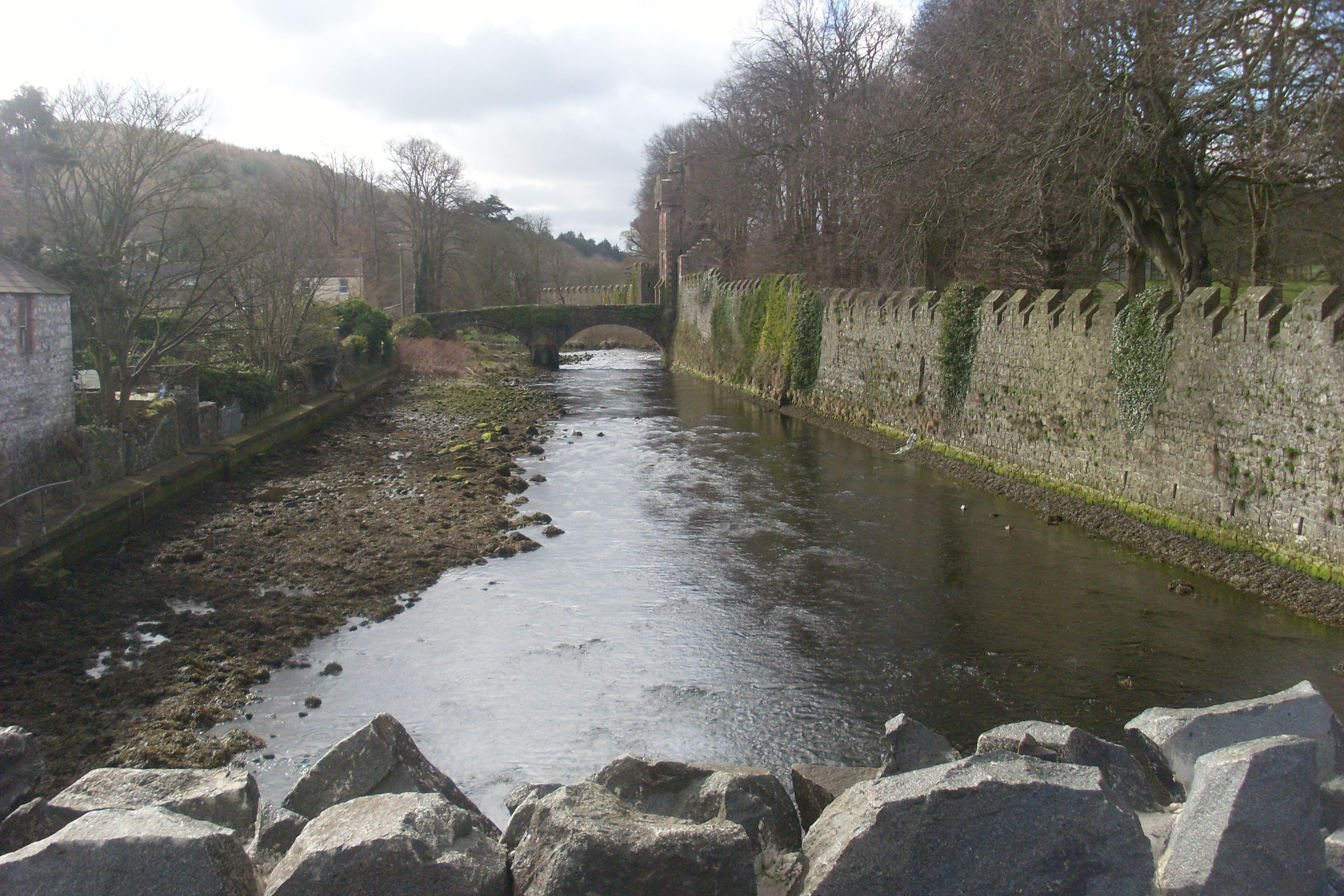
Rivière de Glenarm

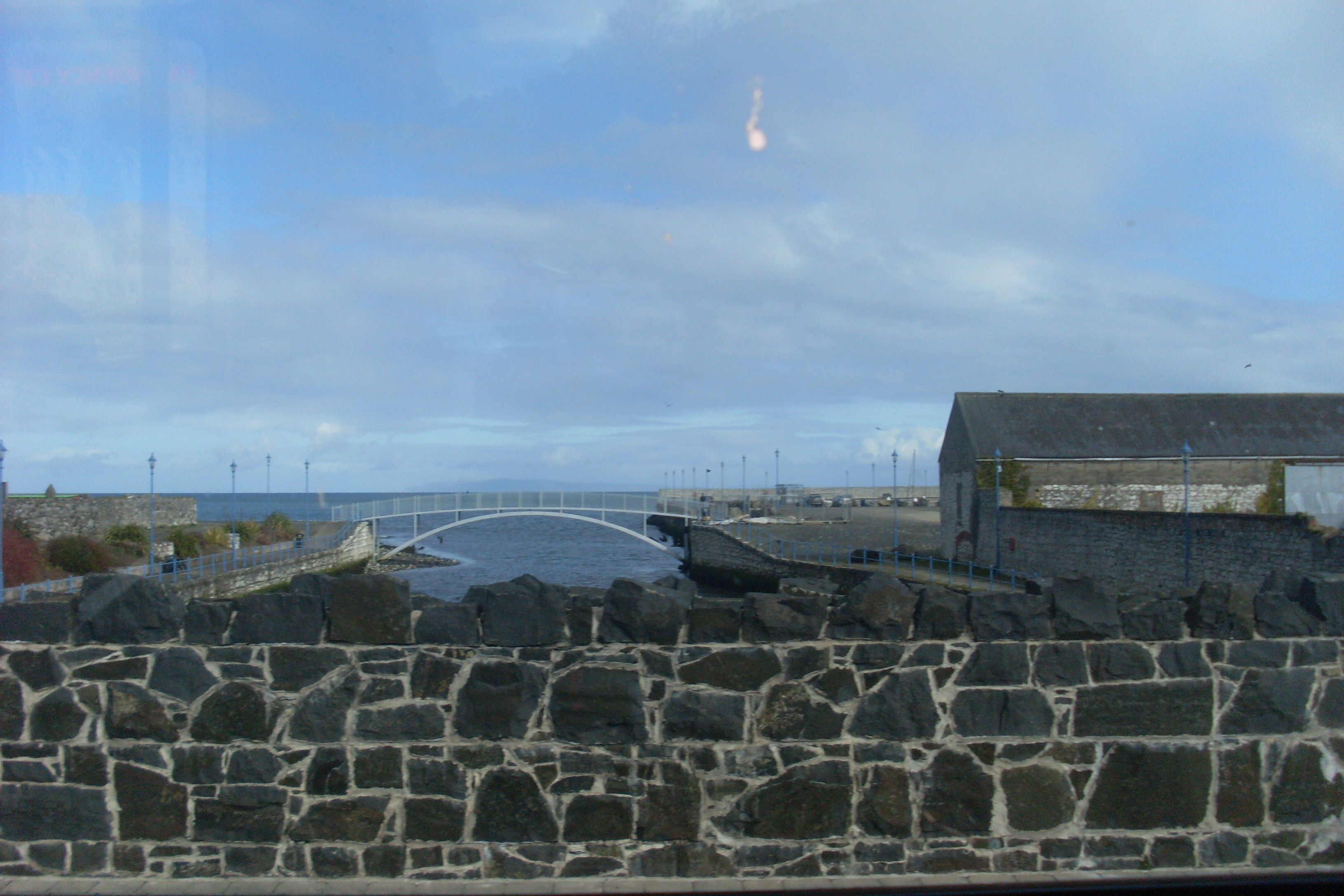
Embouchure du fleuve Glenarm dans la baie de Glenarm

Glenarm est une ville d'Irlande du Nord, dans le comté d'Antrim, traversée par le fleuve du même nom. Elle est peuplée de 582 habitants.
La ville abrite le Château de Glenarm.